# Rio Macacos
O rio Macacos é um rio brasileiro que banha o estado do Paraná.